# Barry Desmond
Barry Desmond (né le 15 mai 1935) est un homme politique irlandais du Parti travailliste qui est ministre de la Santé de 1982 à 1987 et ministre de la Protection sociale de 1982 à 1986, ministre d'État de 1981 à 1982. Il est Teachta Dála (TD) de 1969 à 1989, Député européen de Dublin de 1989 à 1994 et membre irlandais de la Cour des comptes européenne de 1994 à 2000.

## Jeunesse
Desmond est né à Cork en 1935 et fait ses études au Coláiste Chríost Rí, à l'École de Commerce et à l'University College Cork. Il est ensuite responsable syndical auprès de l'ITGWU (qui fusionne plus tard avec d'autres syndicats pour devenir le SIPTU) et du Congrès irlandais des syndicats. Son père Cornelius est lord-maire de Cork en 1965-1966 et président de l'IT&GWU à Cork.

## Carrière politique
Desmond entre pour la première fois au Dáil Éireann aux élections générales de 1969, lorsqu'il est élu député du Parti travailliste pour Dún Laoghaire et Rathdown. Il y conserve son siège en 1973 et est ensuite élu en 1977 à Dún Laoghaire, où il remporte un siège à chaque élection jusqu'à sa retraite du Dáil en 1989. De 1981 à 1982, il est ministre d'État au ministère des Finances chargé de la planification économique, avec Garret FitzGerald comme Taoiseach. En 1982, après la démission de Michael O'Leary de son poste de chef du Parti travailliste, Dick Spring est élu nouveau chef du parti et Desmond est choisi comme adjoint.
Après les élections générales de novembre 1982, le Fine Gael et le Parti travailliste forment un gouvernement de coalition. Dans le deuxième gouvernement FitzGerald, Desmond est nommé ministre de la Protection sociale et ministre de la Santé. FitzGerald entame un important remaniement ministériel en février 1986, avec l'intention de le nommer ministre de la Justice ; Desmond refuse et Spring le soutient dans cette décision. Le résultat est qu'il reste ministre de la Santé tandis que Gemma Hussey prend le portefeuille de la protection sociale.
Le 20 janvier 1987, les ministres travaillistes démissionnent du gouvernement, ce qui conduit aux élections générales de 1987. Lors des élections, le Fianna Fáil revient au pouvoir. Desmond ne se représente pas aux élections générales de 1989 et, le 15 juin 1989, il est élu député européen du Parti travailliste pour Dublin, jusqu'en 1994. Il est membre de la Cour des comptes européenne de 1994 à 2000, remplacé par Máire Geoghegan-Quinn.

## Après la politique
Il est élu président du Maritime Institute of Ireland le 18 novembre 2006 et supervisé la révision de ses statuts et l'obtention d'un financement de 3,2 millions d'euros pour la restauration de l'église des marins de Dún Laoghaire, qui abrite le Musée maritime national d'Irlande.